# Prusinowo (powiat łobeski)
Prusinowo (niem.: Prütznow) – wieś sołecka w Polsce położona w województwie zachodniopomorskim, w powiecie łobeskim, w gminie Łobez.
Według danych z 29 września 2014 r. wieś miała mieszkańców 157 mieszkających w 30 domach.
W latach 1818 – 1945 miejscowość administracyjnie należała do Landkreis Regenwalde (powiat Resko) z siedzibą do roku 1860 w Resku, a następnie w Łobzie. W latach 1933 i 1939 miejscowość liczyła odpowiednio 173 i 216 mieszkańców.
W latach 1975–1998 miejscowość należała administracyjnie do województwa szczecińskiego.

## Osoby urodzone lub związane z Prusinowem
- Christoph Friedrich Berend von Borcke, także von Borck (ur. 11 stycznia 1689, zm. 22 lipca 1770 w Węgorzynie) — pruski starosta (landrat), który od około 1722 aż do śmierci kierował powiatem Borcków na Pomorzu Zachodnim. Właściciel majątku ziemskiego w Prusinowie.

Zobacz też: Prusinowo, Prusinowo Wałeckie